# White Lion
White Lion (в переводе с англ. — «Белый лев») — американская хард-рок-группа, созданная в 1983 году в Нью-Йорке вокалистом Майком Трампом, прибывшим из Дании, и гитаристом Вито Братта, уроженцем Нью-Йорка.
Творческая активность и успех группы пришлись на вторую половину 1980-х годов, когда были выпущены их хиты «Wait» и «When the Children Cry», достигшие 8-й и 3-й строчки, соответственно, в чарте Billboard Hot 100.
Второй альбом группы, названный «Pride», достиг 11 позиции в чарте Billboard 200.
А третий альбом «Big Game», выпущенный в 1989 году, занял 19 строчку.
После выпуска четвёртого альбома «Mane Attraction» в 1991 году группа была расформирована. В 1999 году Трамп вновь собрал White Lion с абсолютно новыми музыкантами.

## История

### Fighting to Survive
White Lion были образованы в начале 1983 года в Бруклине, Нью-Йорк, датчанином Майком Трампом, бывшим вокалистом датских рок-групп Mabel и Studs, и коренным нью-йоркцем гитаристом Вито Братта, игравшем ранее в группе Dreamer. Они познакомились ещё в 1982 году, когда в Нью-Йорк с туром приехали Studs, ранее называвшиеся Mabel, и выступали на разогреве группы Братта.
Дуэт Трамп/Братта записали первое демо с барабанщиком Майклом Клэйтоном, позже ушедшим в Tyketto, и басистом Брюсом Теркидсеном.
Позже они объединились с барабанщиком Никки Капоцци и басистом Феликсом Робинсоном, игравшим ранее в Angel, и назвались White Lion.
Группа подписала контракт с Elektra Records и в феврале 1984 года отправилась в Германию для записи своего дебютного альбома Fight to Survive. Он был записан на франкфуртской студии Hotline Studio под руководством продюсера Питера Хаука. Elektra остались недовольны окончательным результатом и разорвали с группой контракт.
В конце 1984 года Fight to Survive вышел на японском лейбле JVC Victor, где стал очень успешен.
Вскоре Капоцци и Робинсон покинули группу. Робинсон был заменён Дэйвом «The Beast» Спитцом, братом гитариста Anthrax Дэна Спитца. Через месяц Спитц покинул White Lion, чтобы присоединиться к Black Sabbath.
Капоцци был заменён бывшим барабанщиком Cities и Anthrax Грегом ДиАнджело. Его кандидатуру на прослушивание предложил Бруно Рэйвел, отыгравший в составе White Lion несколько месяцев в качестве басиста, а позже сформировавший Danger Danger. В конечном счёте место бас-гитариста досталось Джеймсу Ломенцо, ранее игравшему в составе Tyketto. Этот состав будет оставаться неизменным вплоть до 1991 года.
В США альбом был выпущен 9 ноября 1985 года на независимом лейбле Grand Slam Records. Вскоре после релиза Grand Slam Records объявили банкротом. В Великобритании лицензия на распространение альбома была приобритена лейблом Music for Nations.
В 1986 году White Lion с фиктивной участницей засветились в фильме Ричарда Бенджамина «Долговая яма».

### Pride
В начале 1987 года группа подписала контракт с Atlantic Records и вскоре отправилась в голливудскую студию Amigo Studios для записи второго альбома. Первым синглом с грядущего альбома стала песня «Wait», выпущенная 1 июня 1987 года, но достигшая чартов лишь семь месяцев спустя. Альбом, получивший название Pride, был выпущен 21 июня 1987 года.
Тур в поддержку альбома стартовал в июле 1987 года с выступления, на котором «Львы» разогревали Frehley’s Comet — новый проект бывшего гитариста Kiss Эйса Фрэйли. Следующие полтора года группа провела в непрерывных выступлениях на разогреве таких «монстров» как Aerosmith, Оззи Осборн, Kiss и христианских рокеров Stryper. В январе 1988 года White Lion открывали шоу AC/DC во время их американского тура в поддержку альбома Blow Up Your Video.
Пока White Lion сопровождали в туре AC/DC, альбом Pride и сингл «Wait» достигли чартов, а клип на песню «Wait» получил регулярную ротацию на MTV. «Wait» достиг 8 позиции в чарте синглов Billboard Hot 100, а «Pride» 11 позиции в чарте альбомов Billboard 200. «Pride» продержался в верхней 20-ке чарта целый год.
В августе 1988 увидел свет второй сингл «Tell Me», достигший 58 позиции в чарте Billboard Hot 100 и 25 позиции в чарте Mainstream Rock. В то же время, когда сингл был выпущен, White Lion сыграли шоу в нью-йоркском клубе Ritz. Это выступление было заснято и позже транслировано на MTV.
Третьим синглом с альбома стала пауэр-баллада «When the Children Cry», достигшая в «горячей сотне» Billboard 3-й позиции и получившая мощную ротацию на MTV.
Благодаря успеху «When the Children Cry» тираж альбома перевалил за 2 миллиона проданных копий. В дополнение к этому Вито Братта был признан и награждён за свои инструментальные таланты премией «Best New Guitarist» от журналов «Guitar World» и «Guitar for the Practicing Musician».
Весной 1989 года тур в поддержку Pride был окончен, и группа немедленно приступила к работе над следующим альбомом.

### Big Game
Весной 1989 года, так и не отдохнув, группа вернулась в голливудскую Amigo Studios, где записала новый альбом, названный Big Game. Продюсером альбома снова выступил Майкл Вэйдженер.
10 августа 1989 года Big Game появился на витринах магазинов. Музыкально он продолжал традиции Pride. Синглами с альбома стали «Little Fighter», достигшая 52 позиции в чартах Billboard Hot 100 и 12 позиции в Billboard Mainstream Rock, «Cry for Freedom», так и не попавшая в чарты, и кавер-версия песни Golden Earring «Radar Love», добравшаяся лишь до 59 места в «горячей сотне». Альбом быстро достиг статуса золотого и занял 19 строчку в чарте Billboard 200.

### Mane Attraction и распад
В июле 1991 года, после двухгодичного периода написания песен и записи, вышел четвёртый альбом, названный Mane Attraction. Альбом достиг 61 позиции в чарте Billboard 200. Продюсером альбома на сей раз стал Ричи Зито, а сам альбом был заметно тяжелее предыдущих. Все песни снова были написаны Трампом и Братта.
Первым синглом стала открывающая альбом «Lights And Thunder» — самая длинная по продолжительности песня White Lion, звучащая дольше 8 минут. Сингл так и не достиг чартов.
Вторым синглом решено было выпустить перезаписанную заново песню «Broken Heart» из альбома Fight to Survive. В её поддержку была снята вторая версия клипа, но это так же не помогло в завоевании чартов.
Третьим синглом стала песня «Love Don’t Come Easy», сумевшая достичь 24 позиции в чарте Mainstream Rock.
Также альбом содержит единственную в репертуаре «Белых львов» инструментальную композицию «Blue Monday», написанную в дань памяти техасскому гитаристу Стиви Рэй Вону, разбившемуся на вертолёте 27 августа 1990 года.
Вскоре после релиза альбома, Грег ДиАнжело и Джеймс Ломенцо, пробывшие в White Lion с 1984 года, ушли из группы, сославшись на музыкальные разногласия. Трамп и Братта объединились с басистом Томми «T-Bone» Карадонной и барабанщиком Джимми Деграссо, который успел поиграть в составе Y&T, для продолжения концертной деятельности.
После небольшого тура в поддержку Mane Attraction, Трамп и Братта решили распустить группу. Последнее шоу White Lion прошло в бостонском клубе The Channel в сентябре 1991 года.

## Состав группы

### Последний состав
- Майк Трамп — вокал (1983—1991, 1999—2013)
- Джейми Ло — гитара (2005—2013)
- Трой Патрик Фаррелл — ударные (2005—2013)
- Хеннинг Уоннер — клавишные (2005—2013)
- Клаус Лэнджескоу — бас-гитара (2005—2013)

### Бывшие участники
- Бруно Рэйвел — гитара (1984)
- Вито Братта — гитара (1983—1991)
- Джеймс Ломенцо — бас-гитара (1984—1991)
- Грег ДиАнджело — ударные (1984—1991)
- Никки Капоцци — ударные (1983—1984)
- Феликс Робинсон — бас-гитара (1983—1984)
- Дэйв Спитц — бас-гитара (1984)
- Дэн Хаммер — Hammond B-3 organ (1999—2005)
- Каспер Дамгаард — гитара (1999—2005)
- Нильс Кройер — бас-гитара (1999—2005)
- Бьярн Ти Холм — ударные (1999—2005)

### Концертные музыканты
- Томми «T-Bone» Карадонна — бас-гитара (1991)
- Джимми Деграссо — ударные (1991)
- EJ Curse — бас-гитара (2008)

### Классический состав
- Майк Трамп — вокал
- Вито Братта — гитара
- Джеймс Ломенцо — бас-гитара
- Грег ДиАнжело — ударные

## Дискография
| Год  | Название               | Лейбл             |
| ---- | ---------------------- | ----------------- |
| 1985 | Fight to Survive       | Asylum Records    |
| 1987 | Pride                  | Atlantic Records  |
| 1989 | Big Game               | Atlantic Records  |
| 1991 | Mane Attraction        | Atlantic Records  |
| 1999 | Remembering White Lion | Cleopatra Records |
| 2008 | Return of the Pride    | Frontiers Records |